# 내포로
내포로(Naepo-ro)는 충청남도 홍성군 홍성읍에서 서산시 해미면 해미교차로를 잇는 충청남도의 도로이다. 

## 주요 경유지
충청남도
- 홍성군 (홍성읍 - 구항면 - 갈산면) - 서산시 (고북면  - 해미면)

## 노선
| 이름                               | 접속 노선                                         | 소재지 | 소재지 | 비고               |
| ---------------------------------- | ------------------------------------------------- | ------ | ------ | ------------------ |
| (이름 없음)                        | 조양로 조양로151번길                              | 홍성군 | 홍성읍 |                    |
| 오관사거리                         | 충절로 아문길                                     | 홍성군 | 홍성읍 |                    |
| 홍성사거리                         | 문화로                                            | 홍성군 | 홍성읍 |                    |
| 옥암2 교차로                       | 충서로                                            | 홍성군 | 홍성읍 |                    |
| 물방아사거리                       | 백월로 온천1길                                    | 홍성군 | 홍성읍 |                    |
| 옥암교                             | 구항길 내포로293번길                              | 홍성군 | 홍성읍 |                    |
| 옥암 교차로                        | 국도 제29호선 (남부순환로)                        | 홍성군 | 구항면 | 국도 제29호선 구간 |
| 황곡 교차로 (황곡교)               | 구항길                                            | 홍성군 | 구항면 | 국도 제29호선 구간 |
| 구항 교차로 (구항교)               | 구성남로 구성북로                                 | 홍성군 | 구항면 | 국도 제29호선 구간 |
| 오봉교 남산교                      |                                                   | 홍성군 | 구항면 | 국도 제29호선 구간 |
| 쌍천교                             |                                                   | 홍성군 | 갈산면 | 국도 제29호선 구간 |
| 홍성 나들목 (갈산 교차로) (갈산교) | 15호선 서해안고속도로 국도 제40호선 (수덕사로)    | 홍성군 | 갈산면 | 국도 제29호선 구간 |
| 상촌교                             |                                                   | 홍성군 | 갈산면 | 국도 제29호선 구간 |
| 상촌 교차로                        | 국도 제40호선 (천수만로) 상촌로                   | 홍성군 | 갈산면 | 국도 제29호선 구간 |
| 부기 교차로                        | 내포로1301번길 갈산로                             | 홍성군 | 갈산면 | 국도 제29호선 구간 |
| 운곡 교차로                        | 내포로1393번길                                    | 홍성군 | 갈산면 | 국도 제29호선 구간 |
| 취생 교차로 (취생육교)             | 내포로                                            | 홍성군 | 갈산면 | 국도 제29호선 구간 |
| 삼거리 교차로                      | 갈산서길                                          | 홍성군 | 갈산면 | 국도 제29호선 구간 |
| 신송 교차로                        | 내포로1721번길                                    | 홍성군 | 갈산면 | 국도 제29호선 구간 |
| 양천교                             |                                                   | 서산시 | 고북면 | 국도 제29호선 구간 |
| 정자 교차로                        | 고북4로                                           | 서산시 | 고북면 | 국도 제29호선 구간 |
| 기포천교                           |                                                   | 서산시 | 고북면 | 국도 제29호선 구간 |
| 고북 교차로                        | 고북3로                                           | 서산시 | 고북면 | 국도 제29호선 구간 |
| 도간천교                           |                                                   | 서산시 | 고북면 | 국도 제29호선 구간 |
| 기포 교차로                        | 고북1로 고북2로                                   | 서산시 | 고북면 | 국도 제29호선 구간 |
| 날새 교차로                        | 신상날새길 매령길                                 | 서산시 | 고북면 | 국도 제29호선 구간 |
| 신상 교차로                        | 신상날새길                                        | 서산시 | 고북면 | 국도 제29호선 구간 |
| 휴암 교차로                        | 신성로                                            | 서산시 | 해미면 | 국도 제29호선 구간 |
| 해미 교차로                        | 국도 제45호선 (중앙로) 지방도 제647호선 (남문1로) | 서산시 | 해미면 | 국도 제29호선 구간 |
| 남문1로와 직결                     |                                                   |        |        |                    |

## 주요건물및 시설
- 오관지구대 (내포로 14/오관리 308-10)
- 기아자동차 홍성지점 (내포로 60/오관리 437-11)
- HD현대오일뱅크 시온 셀프주유소 (내포로 80/오관리 445-5)
- 홍성우체국 (내포로 111/옥암리 1070)
- 삼성디자인프라자 (내포로 125/옥암리 1054)
- LG전자 베스트샾 홍성점 (내포로 130/옥암리 38-1)
- CU 홍성옥암점 (내포로 134/옥암리 31-1)
- 농협 홍성축협 하나로마트 (내포로 139/옥암리 1055)
- 롯데하이마트 홍성점 (내포로 153/옥암리 1047)
- SK에너지 문화랜드 셀프주유소 (내포로 170/옥암리 148-7)
- SK에너지 행복충전 서광충전소 (내포로 183/옥암리 147)
- S-OIL 서광주유소 (내포로 185/옥암리 146-2)
- HD현대오일뱅크 풍농주유소 (내포로 252/옥암리 365-1)
- S-OIL 테형주유소 (내포로 2344/신상리 119)
- CU 서산산해미휴암점 (내포로 2476/휴암리 228-6)